# Pistolet maszynowy PP-19-01 Witjaz
PP-19-01 Witjaz – rosyjski pistolet maszynowy, który powstał na bazie pistolet maszynowego PP-19 Bizon. W odróżnieniu od niego ma zwyczajny magazynek pudełkowy (Bizon miał magazynek ślimakowy) i delikatnie inną ergonomię. Strzela nabojem 9 × 19 mm, mieści 30 takich nabojów w magazynku. Jest używany przez wiele rosyjskich służb, m.in. Specnaz; używają go również Siły Zbrojne Syrii, urugwajska policja oraz namibska piechota morska (Namibian Marine Corps), która otrzymała m.in. takie pistolety maszynowe od Rosji.  